# Вотергејт (Флорида)
Вотергејт (енгл. Watergate) насељено је место без административног статуса у америчкој савезној држави Флорида.

## Демографија
По попису из 2010. године број становника је 2.942.
| Група             | 2000.    | 2010.         |
| Белци             | 0 (0,0%) | 2.064 (70,2%) |
| Афроамериканци    | 0 (0,0%) | 146 (5,0%)    |
| Азијати           | 0 (0,0%) | 46 (1,6%)     |
| Хиспаноамериканци | 0 (0,0%) | 592 (20,1%)   |
| Укупно            | 0        | 2.942         |